# Fort San Miguel
Koordinaten: 49° 35′ 32″ N, 126° 36′ 55″ W

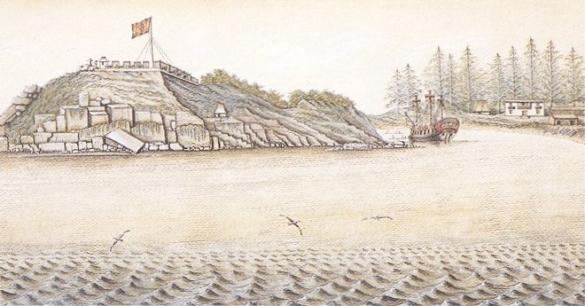
Das spanische Fort San Miguel in Nootka (1793)

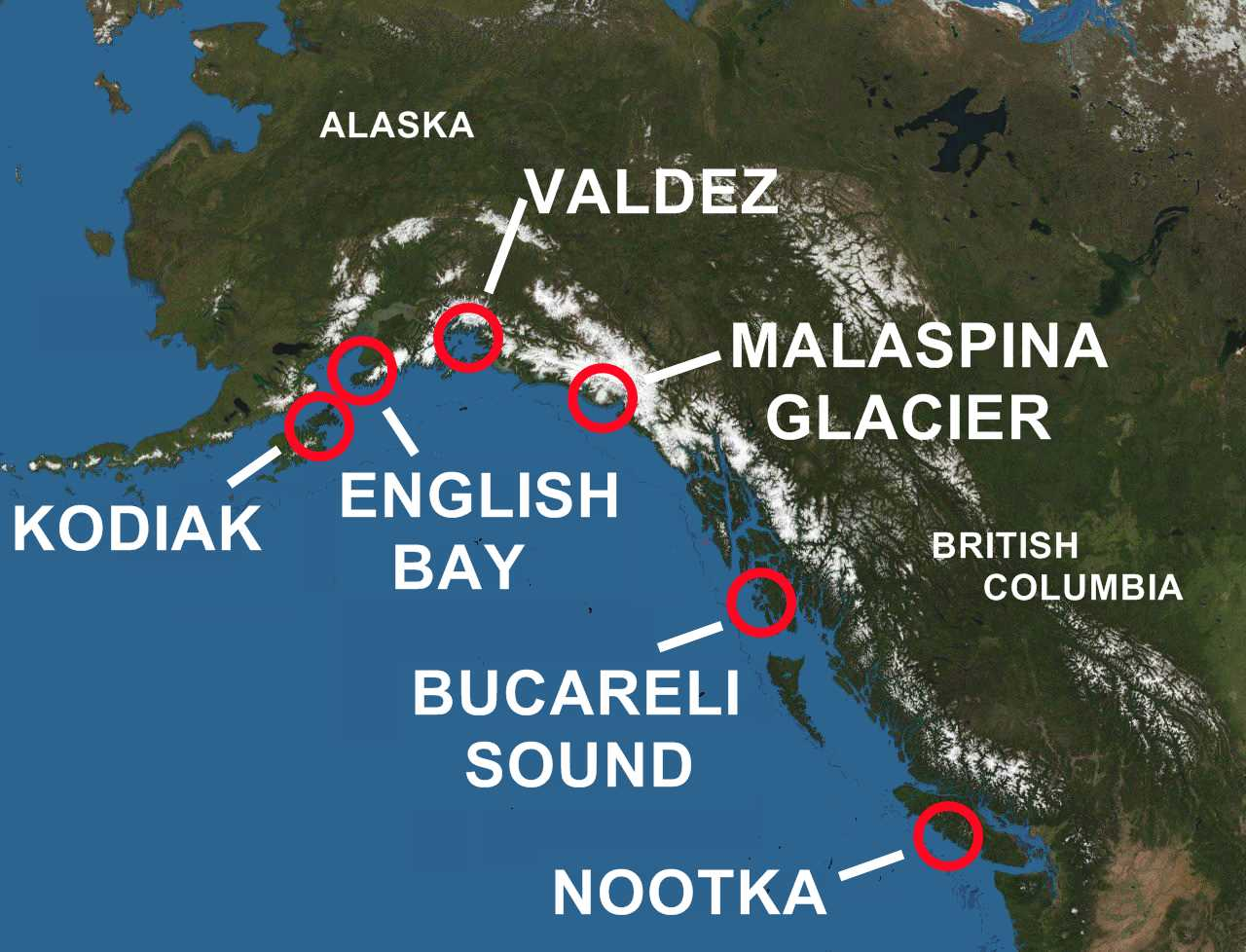
Landepunkte spanischer Schiffe entlang der westkanadischen und alaskanischen Küste

Das Fort San Miguel (spanisch: Fuerte de San Miguel) war ein spanisches Fort auf Nootka Island westlich der zentralen Vancouver Island unweit der heutigen Ansiedlung Yuquot.
1789 wählte der spanische Entdecker Esteban José Martínez den Standort für die Festungsanlage aus. Das Bauwerk, das einzige spanische Fort an der nördlichen Küste im Bereich der heutigen Provinz British Columbia, sollte die spanische Siedlung Santa Cruz de Nuca schützen. Eine im Jahr 1802 vom spanischen Seefahrer und Kartographen José Espinosa y Tello erstellte Karte zeigt das Fort und eine Batterie auf den kleinen Inseln um San Rafael Island am südlichen Rand der Friendly Cove. Das Fort und die Siedlung waren Mitauslöser einer diplomatischen Krise zwischen Großbritannien und Spanien, der sogenannten „Nootka-Krise“. Bevor sich erst die Briten (1788 hatte bereits der britische Kapitän John Meares hier einen Handelsposten errichtet) und dann die Spanier an der Bucht niederließen, war die Region schon Siedlungs- und Jagdgebiet der First Nations, hier hauptsächlich der Mowachaht-Muchalaht.
Unweit des ehemaligen Fort befindet sich heute das 1911 erbaute und 1958 durch einen Neubau ersetzte Nootka Lighthouse, ein aktiver aber als von historischer Bedeutung eingestufter Leuchtturm.